# Robert Kanigher
Compléments
Flash (DC comics)
Sgt. Rock
Wonder Woman
Robert « Bob » Kanigher est un auteur américain, né le 18 juin 1915 à New York et mort le 7 mai 2002 à Fishkill, (New York). C'est un auteur de l'Âge d'argent des comics, il est le créateur de Sgt. Rock, Poison Ivy & Black Canary. Néanmoins, il est surtout connu pour avoir créé le personnage Flash.

## Biographie
En 1932 il gagne le concours de la meilleure nouvelle (best short story) par The New York Times. Ensuite, il travaille sur Blue Beetle pour les éditions « Fox Feature Syndicate ».
À partir de 1946, il est scénariste et éditeur de Wonder Woman pour DC comics. En 1956, dans le comic book Showcase no 4, il crée, sur la suggestion du directeur de publication Julius Schwartz, le nouveau Flash avec Carmine Infantino au dessin et Joe Kubert à l'encrage. En avril 1959, il crée avec Joe Kubert au dessin le personnage de Sgt. Rock dans le no 81 du comics Our Army at War (en).
Il est considéré comme l'un des plus prolifiques scénaristes pour DC Comics.

## Œuvres
- Our Army at War (en)
- Our Fighting Forces
- Enemy Ace
- Flash (DC comics)
- The Brave and the Bold
- G.I. Combat
- Star Spangled War Stories
- All-Star Squadron
- All-American Comics
- Rima
- Korak, Son of Tarzan
- Arak Son of Thunder (en)
- Wonder Woman
- Showcase
- Blue Beetle
- House of Mystery
- Secrets of Sinister House
- Danger Trail
- Rex the Wonder Dog
- Adventure Comics
- Hawk, Son of Tomahawk

…

### Créations
- Poison Ivy (cocréateur Sheldon Moldoff)
- Metal Men, Chemo (comics), Rick Flag, Suicide Squad, Thorn (cocréateur Ross Andru et Mike Esposito)
- Birdboy, Birdman, G.I. Robot (cocréateur Ross Andru)
- The Bouncer (cocréateur Louis Ferstadt)
- Shark (World War II frogman) (cocréateur Russ Heath)
- Black Canary, Trigger Twins (en), Danger Trail, King Faraday (en), Blue Lantern (cocréateur Carmine Infantino)
- cocréateur Joe Kubert
  - Enemy Ace (Hans von Hammer), Sgt. Rock, Mademoiselle Marie, Unknown Soldier (DC Comics), Gentleman Ghost (en)
- Will Magnus
- Lady Cop (en) (cocréateur John Rosenberger)
- Viking Prince
- El Diablo (comics) (cocréateur Gray Morrow)
- Mal Duncan (en) (Vox)
- Angle Man (en) (cocréateur H. G. Peter)
- Time Trapper (en)
- Silent Knight (cocréateur Irv Novick)
- Injustice Society
- Star Sapphire, The Fiddler (cocréateur Lee Elias)
- Icicle (cocréateur Irwin Hasen)
- Wonder Girl
- Gray Wolf (cocréateur Frank Thorne)

## Prix et distinctions
- 2006 : Temple de la renommée Will Eisner (à titre posthume)
- 2014 : Prix Bill Finger (posthume)